# あれっ・・ぐうぜんですケド。
『あれっ・・ぐうぜんですケド。』は、上地雄輔が「遊助」として2011年に行ったアリーナツアータイトル。また、2011年12月7日にソニー・ミュージックレコーズから、このライブを収録したDVDとBlu-ray Discが同時発売された。

## 概要
タイトルの由来は日本武道館で行う予定だった3月11日が遊助のデビュー日であったことや、ライブが延期で日本武道館が空いてた7月14日が「ひまわりの日」となっていたことや、数々の偶然が重なったことから。
7月15日のファイナルのみ「全部好き。」（7月20日発売）が披露された。
DVDとBlu-rayの特典映像には、4月3日から5月31日まで行われた全国ツアー「これ、ひつぜんですケド。」の映像も収録されている。

## 日程
- 7月10日、大阪城ホール
- 7月14日、日本武道館
- 7月15日、日本武道館

## DVD
日本武道館での7月15日のファイナルの模様を収録。Blu-ray盤は、一枚のディスクにアンコールや特典映像も同時収録されている。

### 収録曲

#### ディスク1
1. ESCAPE 遊turing 成田誠
2. わんぱく野球バカ
3. 今日の花
4. I will go my way!
5. SUMMER TIME
6. さくら物語
7. サンフレイジャー
8. 船上の音楽団 遊turing Heartbeat
9. ライオン
10. 手に持つ人
11. 宛てのない手紙 遊turing JAY'ED
12. たんぽぽ
13. 俺なりのラブソング
14. 夢は現状維持!
15. 其の拳
16. 海賊船
17. ひと

#### ディスク2 DVD版のみ付属
1. アンコール
ミツバチ
空 遊turing ET-KING
ひまわり
全部好き。
みんなのうた
水面
2. 特典映像 Making of 遊助・武道館LIVE「偶然か必然かわかりませんケド。」